# Uwe Bewersdorf
Uwe Bewersdorf (n. 4 noiembrie 1958, Freital, Dresden District⁠(d), RDG) este un patinator artistic ce a reprezentat Germania, medaliat olimpic. A participat la o ediție a Jocurilor Olimpice (1980) în care a câștigat o medalie de bronz.

## Participări
Lista de mai jos prezintă principalele competiții la care a participat Uwe Bewersdorf de-a lungul carierei.
- figure skating at the 1980 Winter Olympics – pairs[*]